# William Bell
William Bell, geboren als William Yarborough (Memphis (Tennessee), 16 juli 1939) is een Amerikaans zanger. Hij maakte vooral furore in de jaren '60 en toert over de hele wereld.

## Biografie

### Zanger
Eigenlijk wilde Bell arts worden en was zingen een hobby van hem. Hij was lid van de groep the Del Rios vanaf 1957 en onder druk van vrienden deden ze mee aan de Annual Mid-South Talent Contest of Memphis in Tennessee en wonnen de tweede prijs: een contract bij Stax Records. Stax Records heette toen nog Satellite Records. In 1961 kwam zijn eerste solo-single uit genaamd “You Don’t Miss Your Water (Until Your Well Runs Dry)”, wat een van de bestverkochte singles van het label werd. Nadat hij twee jaar in dienst was geweest, kwam in 1967 het album “The Soul of a Bell” uit. Op dit album stond de wereldhit ‘Everybody Loves a Winner”.
Bell was ook een liedjesschrijver en hij schreef graag samen met andere mensen. De grootste samenwerking was met Booker T. Jones. Ze schreven hits zoals “I Forgot to Be Your Lover,” “Private Number,” en “Born Under a Bad Sign,” het titelliedje van een album gemaakt door Albert King. Later werd het een groot succes voor de Britse groep Cream.
Bell werd een goede vriend van Otis Redding toen hij bij Stax Records werkte. Voordat hij Redding kende maakte hij vooral ballads, maar onder de muzikale invloed van Redding schreef en zong hij ook veel up tempo-liedjes. Nadat Redding gestorven was tijdens een vliegtuigongeluk schreef Bell de ode “A Tribute to a King”. Ook zong Bell het duet “Private number” met Judy Clay.
In 1970 tekende Bell een contract bij Mercury Records en had een grote hit met “Tryin’ to Love Two”. Het nummer stond een half jaar lang in de Amerikaanse R&B lijst van de Verenigde Staten.
In 1980 richtte Bell zijn eigen platenmaatschappij op met de naam Wilbe Records. Ook toen werden de singles wereldhits en bleven ze lang in de hitlijsten staan. “I Don’t Want to Wake Up Feeling Guilty,” (een duet met Janice Bullock) bleef zelfs negen maanden in de hitlijsten van de Verenigde Staten staan. “Headline News” werd in 1987 gekozen als een van de beste top tien-singles in het Verenigd Koninkrijk door de lezers van Blues & Soul magazine. Bell heeft in deze periode ook veel liedjes geschreven voor Otis Redding, Eric Clapton, Billy Idol, Lou Rawls, Rod Stewart en vele anderen.
Tijdens de jaren 80 en 90 begon Bell liedjes te produceren voor onder anderen Jeff Floyd, Lola, Fred Bolton, Hardaway Connection en Rahn Anthony bij zijn eigen platenmaatschappij. Vanaf 1992 toert hij over de hele wereld. In 2009 kwam de cd “Live in NYC” uit: zijn eerste live-cd.
In 1997 werd Bell opgenomen in de Georgia Music Hall of Fame.

### Acteur
Naast zanger was Bell ook acteur. Hij deed de opleiding bij het Theatre Academy of Dramatic Arts in Atlanta. Hij was bijvoorbeeld acteur in de documentaire Stax Records 50th Anniversary Concert en speelde zichzelf in de film Only The Strong Survive uit 2002.

## Diversen
1. In 1997 werd Bell geëerd in the Georgia Music Hall Of Fame.
2. Op donderdag 17 juli 2008 zong Bell samen met N'dambi en The Soul Children ft J. Blackfoot & Norman West in Paard van Troje in Den Haag.